# Simnel
Simnel – ciasto owocowe powszechnie spożywane w Wielkiej Brytanii, Irlandii i innych krajach, do których z nich migrowano, związane z okresem Wielkiego Postu i Wielkanocy. Wyróżnia go warstwa pasty migdałowej lub marcepanowej, zazwyczaj jedna pośrodku i jedna na górze, oraz zestaw jedenastu kulek wykonanych z tej samej pasty. Pierwotnie ciasto wykonywano na czwartą niedzielę Wielkiego Postu, znaną również jako Laetare, a w Wielkiej Brytanii również Mothering Sunday lub Simnel Sunday. W Wielkiej Brytanii jest obecnie powszechnie kojarzony z Niedzielą Wielkanocną.

## Historia
Ciasto Simnel jest znane co najmniej od czasów średniowiecznych. Ówczesne przepisy dotyczące chleba sugerują, że było ono gotowane, a następnie pieczone; technika ta doprowadziła do powstania mitu wynalazczego, w obiegu od co najmniej 1745 roku do lat 30. XX wieku, w którym para, Simon i Nelly, kłócą się o zrobienie simnela. Jedno z nich chce go ugotować, drugie zaś upiec. W końcu idą na kompromis, wykorzystując obie techniki przygotowania.
Ciasto simnel często kojarzy się z Mothering Sunday, znaną również jako Simnel Sunday. Według brytyjskiego historyka Ronalda Huttona, w XVII wieku w Gloucestershire i Worcestershire zaczął się zwyczaj mieszkających na stałe praktykantów i służących, którzy w Mothering Sunday (4. niedzielę Wielkiego Postu) wracali do domu, aby odwiedzić swoje matki i sprawdzić, czy ich rodziny mają się dobrze, zabierając ze sobą jedzenie lub pieniądze w razie potrzeby. To była pora roku, kiedy zapasy żywności były małe, a wysokokaloryczne ciasto simnel było użytecznym pożywieniem. Ciasto to stało się później po prostu ciastem wielkanocnym.
Znaczenie słowa „simnel” jest niejasne: istnieje odniesienie do „chleba zrobionego w simnel” (r. 1266), co jest rozumiane jako najdoskonalszy biały chleb, od łacińskiego simila tzn. „czysta mąka” (od którego pochodzi także 'semolina').

## Składniki

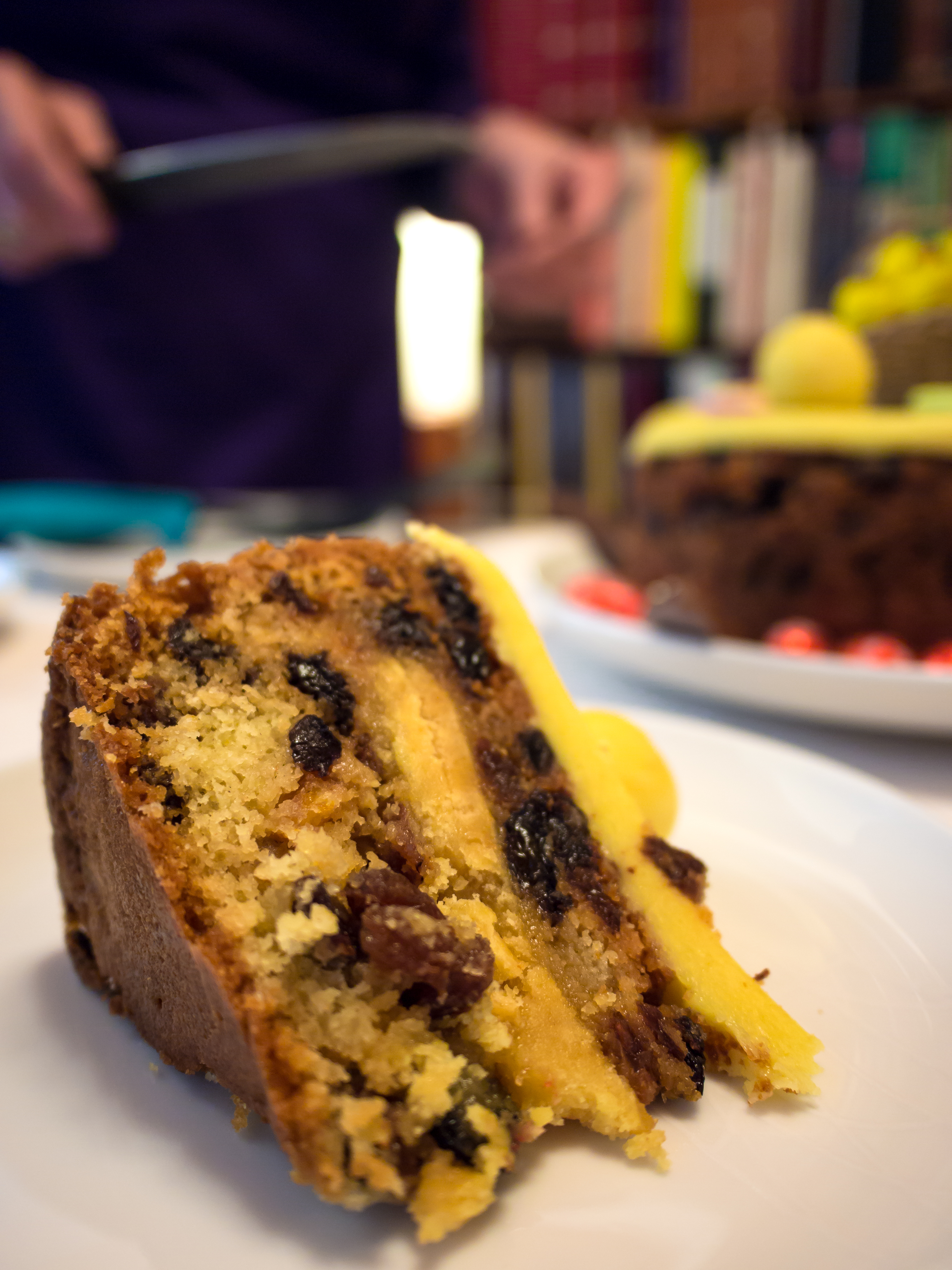
Kawałek ciasta z suszonymi owocami

Simnel to lekkie ciasto owocowe, zwykle wykonane z następujących składników: mąka pszenna, cukier, masło, jajka, pachnące przyprawy, bakalie, starta skórka pomarańczowa i skórki kandyzowane. Czasami używa się wody z kwiatów pomarańczy lub brandy, dodawanych albo do ciasta, albo do aromatyzowania pasty migdałowej. W większości współczesnych wersji marcepan lub pasta migdałowa są używane jako nadzienie do ciasta, z warstwą ułożoną w środku mieszanki przed ugotowaniem ciasta, a także jako dekorację na wierzchu. Większość przepisów wymaga co najmniej 90 minut pieczenia i zaleca się użycie kilku warstw papieru do pieczenia do wyłożenia blachy, a czasem przykrycia papierem na zewnątrz, aby zapobiec przypaleniu marcepanu.

## Ozdabianie

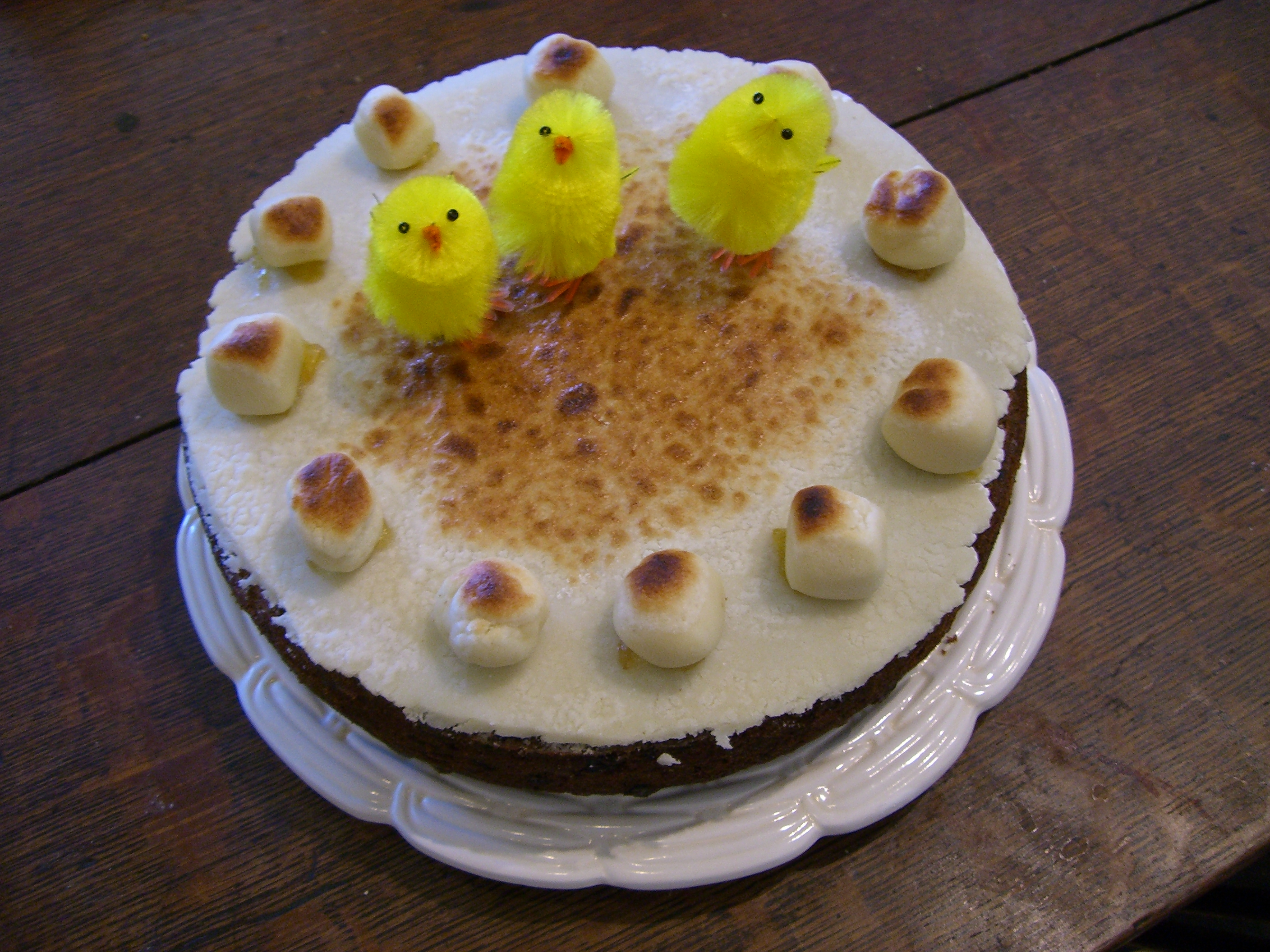
Simnel cake ozdobiony marcepanem

Zwykle do dekoracji ciasta używa się 11 kulek marcepanowych, symbolizujących 12 apostołów bez Judasza lub czasami 12 reprezentujących Jezusa i 11 apostołów. Jednak wczesne odniesienie do dekorowania kulkami marcepanowymi pojawia się w książce May Byron „Pot-Luck Cookery”, ale bez wzmianki o tej historii, a jej wersja może równie dobrze pochodzić z wcześniejszych czasów, kiedy czasami ciasto było zdobione krenelażem.

### Odmiany

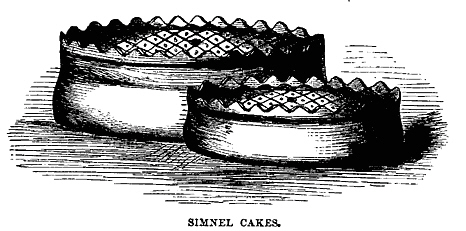
Simnel z Shrewsbury z pokrywą z ciasta i krenelażową dekoracją (1869)

Różne miasta miały własne receptury i kształty ciasta simnel. Zarówno Bury, jak i Shrewsbury produkowały duże ich ilości według własnych przepisów. Chambers Book of Days (1869) zawiera ilustrację ciasta simnel z Shrewsbury, o którym jest napisane:

Jest stary zwyczaj w Shropshire i Herefordshire, a zwłaszcza w Shrewsbury, aby w czasie Wielkiego Postu i Wielkanocy, a także w Boże Narodzenie, wypiekać rodzaj bogatych i drogich ciast, które nazywa się Simnel Cakes. Są to ciasta wypukłe, których skórka zrobiona jest z najczystszej mąki i wody, z dostateczną ilością szafranu, aby nadać mu głęboki żółty kolor, a wnętrze wypełnione jest bardzo bogatym ciastem śliwkowym, z dużą ilością kandyzowanej skórki cytryny i innych smacznych rzeczy. Ciasto jest bardzo sztywne; jest zawiązane w szmatkę i gotowane przez kilka godzin, po czym posmarowane jajkiem, a następnie pieczone. Gdy jest gotowe do sprzedaży, skórka jest twarda, jakby wykonana z drewna... towarzyszą mu grawerunki, przedstawiające duże i małe ciastka, jakie są teraz w sprzedaży w Shrewsbury. Wytwarzanie tych ciast jest ewidentnie jedną z wielkich tradycji.

Dziś w Shrewsbury, podobnie jak w innych częściach Anglii simnel jest zwykle przygotowywany według przepisu z Bury.